# Canal B
Canal B est une radio associative qui émet dans l'agglomération de Rennes sur le 94.0 MHz et née à Bruz vers la fin de l'année 1984. Elle est issue de la vague des radios libres du début des années 1980. Elle obtient du CSA sa fréquence officielle en 1992. En 2006 elle déménage de Bruz pour s'installer dans de nouveaux locaux à Rennes. 
Sa programmation est essentiellement musicale et orientée rock. Sa programmation se veut toutefois éclectique et novatrice en proposant une musique non formatée en mettant en avant de nombreux artistes peu connus.
La station ne se limite pas à la diffusion de musique, elle est également fortement impliquée dans la vie locale et socio-culturelle rennaise. Elle couvre l'actualité culturelle de l'agglomération, elle propose des émissions et des retransmissions depuis des cafés et des salles de concert, des magazines thématiques (cinéma, nouvelles technologies, handicap, théâtre...) .
Elle propose également régulièrement des stages de découverte du monde de la radio à destination des jeunes et travaille avec d'autres associations telles que Bug, Le Jardin Moderne. Canal B est membre du réseau Ferarock, qui fédère des radios associatives rock francophones. 